# Церковь Святых Бесплотных Сил
Храм Аги́он Асома́тон (греч. Ναός Αγίων Ασωμάτων, от слова ασώματα (асо́мата) — дословно бестелесные духи, окружающие Божий престол) — православный византийский храм второй половины XI века, расположенный в районе Тисио города Афины, недалеко от древнего Храма Гефеста.

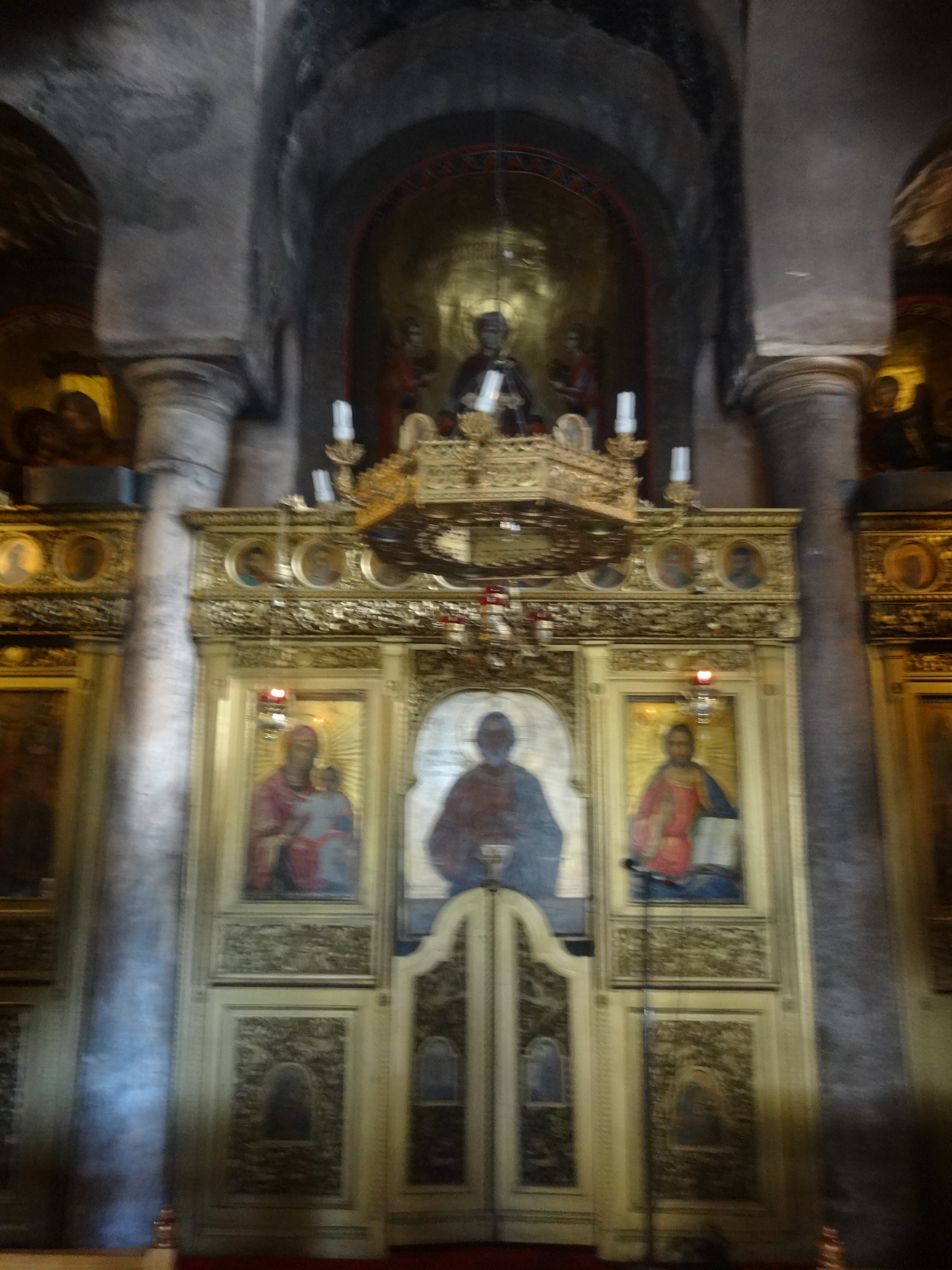
Храм Агион Асоматон. Вима.

В архитектурном исполнении храм является крестово-купольным. Характерный образец афинской византийской церковной архитектуры. В течение веков после многочисленных пристроек и других архитектурных вмешательств потерял свой первоначальный облик.
В храме находятся арабские декоративные элементы, что связано с тенденцией той эпохи, когда, как предполагается, в городе проживала значительная арабская колония тоговцев.
В 1959 году все пристройки и поздние архитектурные элементы были удалены, и храму был возвращён его первоначальный вид.
Сегодня храм расположен 2 метра ниже уровня окружающих его улиц. 
Храмовый праздник — 8 ноября.